# Polygonierung
Polygonierung ist eine Vermessungsmethode mittels Polygonzügen in der Geodäsie und im Markscheidewesen.